# 黒川駅 (香川県)
黒川駅（くろかわえき）は、香川県仲多度郡まんのう町新目にある四国旅客鉄道（JR四国）土讃線の駅である。駅番号はD17。
駅自体はまんのう町にあるが三豊市との境が非常に近く黒川の名前は三豊市の地名を取っている。

## 歴史
- 1961年（昭和36年）10月1日：日本国有鉄道の駅として開業[2][3]。気動車の旅客のみを取り扱う駅員無配置駅[4]。
- 1987年（昭和62年）4月1日：国鉄分割民営化により、JR四国の駅となる[2]。

## 駅構造
単式ホーム1面1線をもつ地上駅。ホームは高い築堤の上にある。
無人駅で駅舎はなく、ホームに短い上屋があるだけである。

## 利用状況
1日平均の乗車人員は下記の通りである。
| 乗車人員推移 | 乗車人員推移 |
| 年度         | 1日平均人数  |
| ------------ | ------------ |
| 2008         | 21           |
| 2009         | 13           |
| 2010         | 18           |
| 2011         | 21           |
| 2012         | 22           |
| 2013         | 14           |
| 2014         | 7            |

## 駅周辺
田畑が広がっている。
- 財田黒川郵便局
- 国道32号
- 財田川

## 隣の駅
四国旅客鉄道（JR四国）
■土讃線
■普通
塩入駅 (D16) - 黒川駅 (D17) - 讃岐財田駅 (D18)